# William Kunstler
William Moses Kunstler, né le 7 juillet 1919 à New York et mort le 4 septembre 1995 à Manhattan, est un avocat américain. Activiste des droits civiques, controversé, il est notamment connu pour ses clients politiquement sensibles.

## Biographie
Kunstler est un membre actif de la National Lawyers Guild (NLG), un membre du conseil d'administration de l'Union américaine pour les libertés civiles (ACLU) et le cofondateur du Center for Constitutional Rights (en) (CCR).
Kunstler a notamment défendu des membres des Chicago Seven, des Catonsville Nine (en), du Black Panther Party, du Weather Underground, des émeutiers de la prison d'Attica et du American Indian Movement.